# アントーン・デニーキン
アントーン・イヴァーノヴィチ・デニーキン （ロシア語: Анто́н Ива́нович Дени́кин, ラテン文字転写: Anton Ivanovich Denikin ロシア語発音: [ɐnˈton ɪˈvanəvʲɪtɕ dʲɪˈnʲikʲɪn]; 1872年12月16日 - 1947年8月8日）は、ロシアの陸軍軍人、政治家、作家。ロシア内戦期に南ロシア政府の軍総司令官（1919年 - 1920年）を務め、アレクサンドル・コルチャークやグリゴリー・セミョーノフらと共に、白軍の指揮官の1人として名を馳せた。

## 概要
日露戦争に従軍し、第一次世界大戦中のロシア帝国陸軍で最も有能な将軍の一人であった。第8軍団 第4狙撃旅団長（1914年から1916年は師団に配属）、参謀本部付中将（1916年）、西部・南西部戦線司令官（1917年）を歴任。1917年の二月革命に際しては軍事会議に積極的に参加し、軍隊の民主化に反対。1917年にラーヴル・コルニーロフ将軍がアレクサンドル・ケレンスキー率いる臨時政府に対して起こしたクーデター（コルニーロフ事件）への支持を表明したため、臨時政府に逮捕される。
ロシア内戦中の反ボリシェヴィキ白色運動の主要な指揮官の一人であり、南ロシアに成立した軍事政権（南ロシア政府）の指導者（1918年 - 1920年）を務めた。デニーキンは白色運動の指導者の中で最大の軍事的、政治的成果をあげた将帥であり、各地に設立された義勇軍の組織者の一人であった。1920年に全ロシア臨時政府最高執政官アレクサンドル・コルチャーク提督が辞任した後、彼の後継者に指名された。（1919年12月22日以降、就任を拒否）
ロシア内戦後は、内戦に関する著作である回顧録『ロシアの苦難のスケッチ』（1921年 - 1926年）、回顧録『旧軍』（1929年 - 1931年）、自伝小説『ロシア将校の道』（1953年出版）、その他多数の著作を刊行した。

## 生涯
1872年12月16日にロシア帝国のヴウォツワヴェク郊外（現在のポーランドワルシャワのイスリン村）に、国境警備隊所属の退役少佐の子として生まれた。彼の父イワン・デニーキンはサラトフ州の農奴の出身で、民族的にはロシア系であった。 イワンは22年間の軍隊生活の後、なんとか将校の地位まで上り詰め、その後職業軍人としてのキャリアを積み、1869年に少佐の階級で退役した。最終的に彼は35年間軍に所属し、ハンガリー独立戦争、クリミア戦争、ポーランドの1月蜂起鎮圧に参加した。
母親のエリザベス・フェオドロヴナは、民族的にはポーランド系で、貧しい小地主（分限属地）の娘だった。
デニーキンの伝記作家であるドミトリー・レホヴィチは、彼を反共闘争の指導者の一人として、彼は間違いなく、後に敵対することになるレーニンやトロツキー、その他多くのボルシェヴキ幹部よりも「プロレタリア出身」であったと主張している。
1872年12月25日、生後3週間で父親から正教の洗礼を受ける。幼少期からロシア語とポーランド語を流暢に話していた。しかし、デニーキン一家の生活は貧しく、月36ルーブルの父親の年金で暮らしていた。デニーキンは信心深い父イワンに教会の礼拝に常時出席させられていたため、子供の頃から、祭壇で奉仕し、聖歌隊で歌い、鐘をつき、後には詩篇第6篇や使徒書を読むようになり、信仰を深めた。また、カトリックを公言していた母親と教会に行くこともあった。1882年、9歳のデニーキンは、実科学校の第一期生の入学試験に合格した。1885年に父イワンが亡くなると、年金は月20ルーブルに減額されたため、デニーキン一家の生活はさらに困窮を極め、彼は13歳の時に家庭教師として働き始め、月12ルーブルの俸給を得た。彼は特に数学が得意であり、15歳のとき、20ルーブルの学生手当を与えられ、学生宿舎を与えられ、学内では上級生であった。

### 初期の軍歴

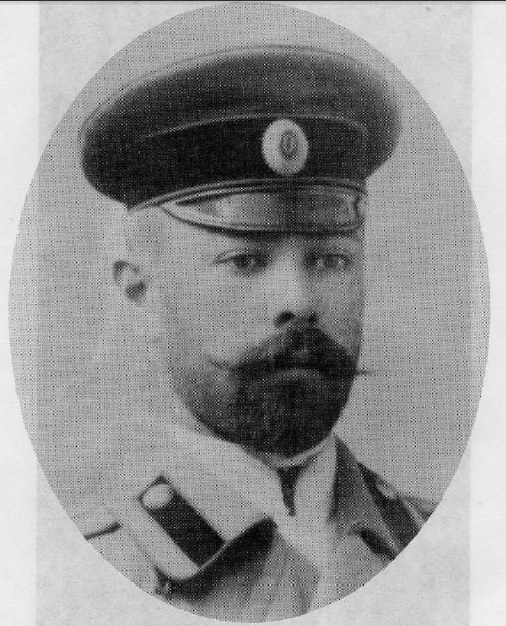
キエフ歩兵ユンカース学校卒業時のデニーキン（1893年）

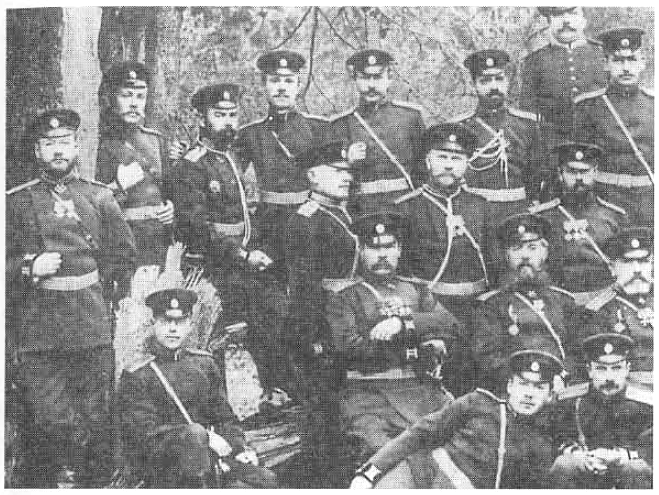
第2騎兵旅団の将校たち。上段左から3人目がデニーキン中尉（1892年から1895年の間）

デニーキンは幼い頃から父の跡を継いで軍人になることを夢見ていた。1890年、ロヴィッチの実科学校を卒業後、第1狙撃連隊に志願兵（Вольноопределяющийся）として入隊した。プウォツク（現在のポーランド）の兵舎で3ヶ月を過ごし、同年6月には、キエフ歩兵ユンカース学校に入学し、軍事学校の課程を履修した。1892年8月4日に同校で2年間の課程を修了した後、中尉に昇進し、ワルシャワから159ベルスタの距離にあるビャワ郡に駐屯する第2砲兵旅団に配属された。
1892年、20歳のデニーキンは猪狩りに招待された。狩りの最中、彼は怒り狂った猪を仕留めた。このとき、同じく狩りに参加し、地元ではベテランの猟師と見なされていた税務調査官ワシーリー・チジの娘キセニアの洗礼式に招待され、一家の友人となった。3年後、彼はクリスマスの日に、キセニアに「目を開けたり閉じたりする玩具の人形」を贈った。少女キセニアはこの贈り物をずっと覚えており、1918年、デニーキンがすでに義勇軍を率いていた頃、彼女は彼の妻となった。

### 参謀アカデミー時代

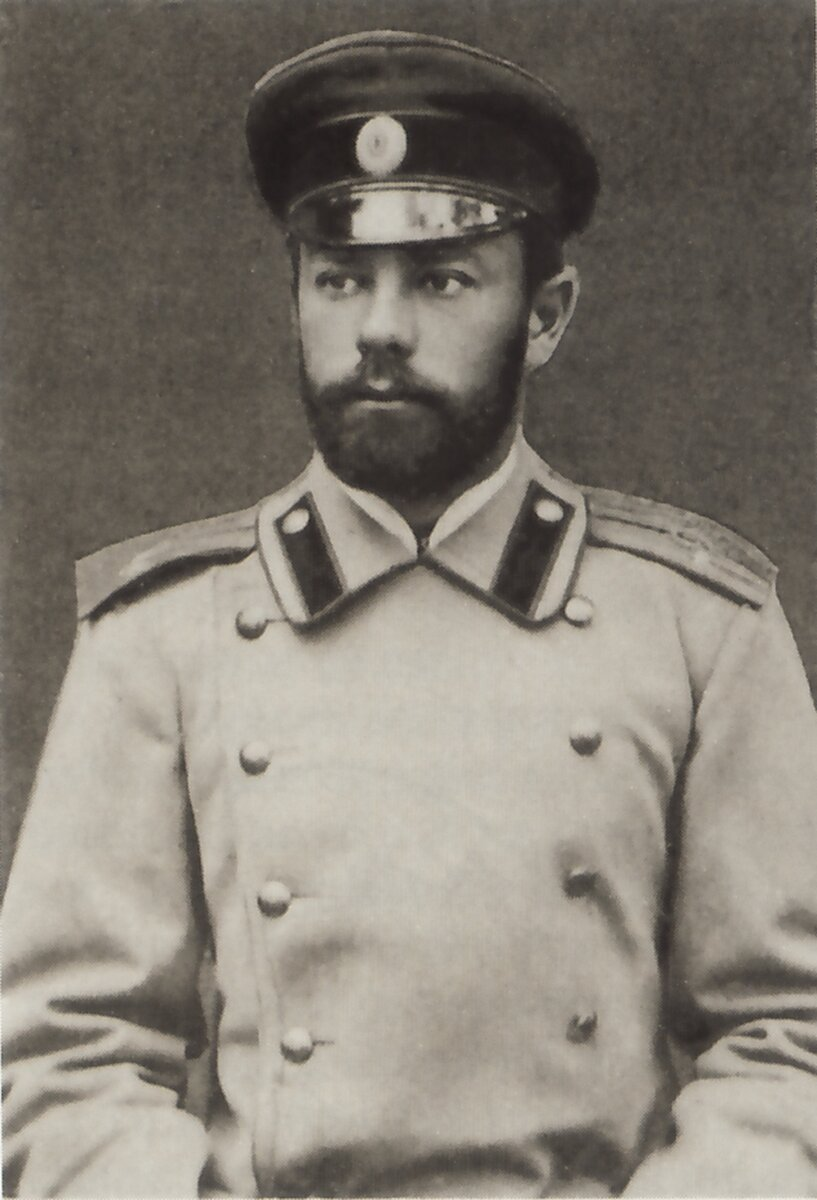
サンクトペテルブルクの参謀アカデミーで学ぶデニーキン中尉（1895年）

1895年夏、首都サンクトペテルブルクに渡り、参謀本部ニコライアカデミーの入学試験に合格した。入学初年度の終わりに、彼は兵法史の試験に合格できなかったため、アカデミーを除籍されたが、3ヵ月後に試験を突破し、再びアカデミーに入学した。冬宮殿でのレセプションに招待された際は、初めて皇帝ニコライ2世を拝見した。1899年にロシア帝国の参謀本部アカデミーを卒業した後は、正式にロシア帝国軍に勤務した。大尉に昇進したデニーキンだったが、参謀アカデミー卒業の前夜にアカデミーの新しい校長に就任したニコライ・スコーチン将軍は、参謀本部に配属される卒業生のリストを恣意的に変更し、地方の田舎出身の将校であったデニーキンは除籍された。この仕打ちに対し、彼は法令で認められた権利を利用し、スコーチンを最高司令官であるニコライ2世に告訴した。スコーチンの友人であり陸軍大臣のアレクセイ・クロパトキン将軍がスコーチンの仕打ちを違法であると認められたにもかかわらず、彼はこの問題を静観することにし、デニーキンに苦情を取り上げて、代わりに慈悲を求める嘆願書を書くことを進言した。しかし彼はこの進言を拒絶した。結局、デニーキンの訴状は却下され、彼は参謀本部に入れなかった。
デニーキンは1900年に再び第2砲兵旅団に配属された。1902年1月の最初の数日間にはブレスト＝リトフスクにある第2歩兵師団の司令部に配属されたが、そこで1年間、ワルシャワにある第183プルトゥス連隊の中隊を指揮することになった。デニーキンの中隊は時折ワルシャワ要塞の「第10パビリオン」の警備を任された。そこには後に、ポーランドの国家元首となるユゼフ・ピウスツキを含む政治犯が収容されていた。1903年10月、同地に駐屯していた第2騎兵軍団に転属し、1904年まで勤務した。

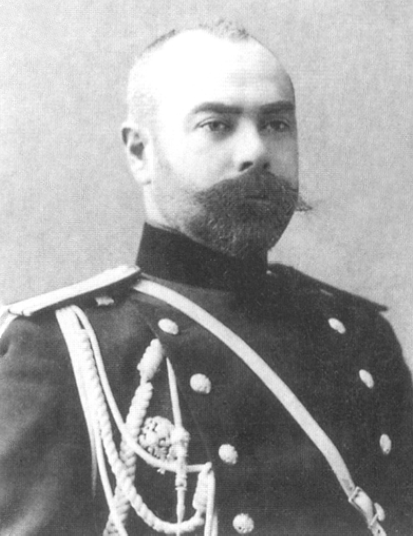
デニーキン（1906年）

1904年に日露戦争に従軍した。当初デニーキンが所属していた連隊は出征しなかったが、同年2月14日、出兵を個人的に許可された。2月17日、モスクワ行きの列車で出発し、そこからハルビンに向かった。同じ列車でステパン・マカロフ提督とパーヴェル・レンネンカンプ将軍が極東に向かっていた。3月5日、デニーキンはハルビンで下船した。
1904年2月末、到着前にもかかわらず、デニーキンは別働国境警備隊ザアムール地区第3旅団の参謀長に任命された。9月には満州第8軍団司令部に配属された。その後、ハルビンに戻り、10月28日にすでに中佐に昇進していたデニーキンは、奉天に送られ、レンネンカンプ将軍のコサック師団の参謀長の就任した。11月19日の青河城の戦いで最初の実践経験を積む。戦域の丘の一つは、彼が銃剣で撃退した日本軍の攻勢から「デニキンスカヤ（Деникинской）」の名で戦史に残っている。1904年12月、彼は偵察部隊に配属され2度にわたって日本の先鋭部隊を打ち倒し、江昌に向かい日本軍を撃退した。12月18日、デニーキンはパーヴェル・ミシチェンコ将軍のウラル・ザバイカル師団の参謀長に任命され、1905年2月から3月にかけて行われた奉天会戦に参加した。5月には、ミシチェンコの指揮する騎兵隊による襲撃が成功し、デニーキンもこの襲撃に積極的に参加した。彼はこの襲撃の結果について、「倉庫、物資、電信線を含む2本の輸送道路が破壊され、貴重な貨物を積んだ800両以上の荷馬車が破壊され、200頭以上の馬が連れ去られた。」と述べている。
1905年7月26日、デニーキンの功績は司令部から高く評価され、「日本軍に対する功績により」、大佐に昇進し、聖スタニスラウス勲章第3位と剣付き聖アンナ勲章第2位を授与された。
終戦とポーツマス条約調印後、混乱と兵士の動揺の中、1905年12月にハルビンを離れ、1906年1月にサンクトペテルブルクに到着した。

### 戦間期（第一次世界大戦まで）

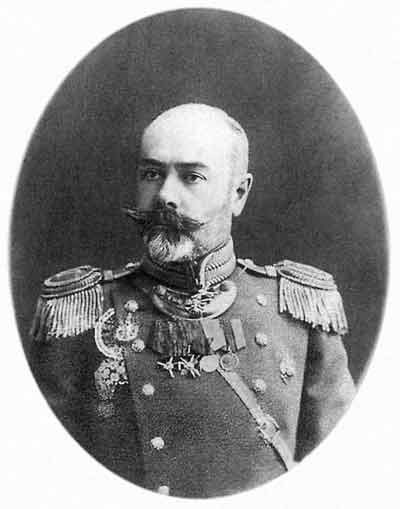
儀礼服を着用する第17歩兵アルハンゲロゴロドスキー連隊長のデニーキン大佐（1914年）

1906年1月から12月にかけて、ワルシャワを拠点とする第2騎兵軍団司令部で特務幕僚の地位に一時的に就き、そこから再び出征した。5月から9月にかけては、第228歩兵予備フヴァリンスキー連隊の大隊を指揮した。同年デニーキンは、海外休暇を取り、生まれて初めてヨーロッパ諸国（オーストリア＝ハンガリー、フランス、イタリア、ドイツ、スイス）を観光で訪れた。帰国後、シベリア第8師団の参謀長のポストを与えられたが、彼はこの任命を辞退した。結局、カザン軍管区に配属された。1907年1月、彼はサラトフの第57歩兵予備旅団の参謀長に任命され、1910年1月まで勤務した。サラトフでは、ニコルスカヤ通りとアニチコフスカヤ通り（現在のラディシュチェヴァ通りとラボチャヤ通り）の角にあるアパート移り住んだ。
1910年6月29日、彼はジトーミルに駐屯する第17歩兵アルハンゲロゴロドスキー連隊の指揮官となった。1911年9月1日、彼の連隊はキエフ近郊で行われた皇帝の作戦行動に参加し、翌日、デニーキンは連隊と共に皇帝を讃えるパレードで式典行進を行った。デニーキンの娘であるマリーナ・デニーキンは、キエフのオペラで閣僚会議議長のピョートル・ストルイピンの暗殺が実行されたため、パレードが中止されなかったことに父が不満を抱いていたと述べている。
1914年3月23日、キエフ軍管区の司令官代行に任命された。キエフではボルシャヤ・ジトミリスカヤ通り40番地にアパートを借り、そこに家族（母親と女中）を住まわせた。1914年6月21日、第一次世界大戦勃発前夜、デニーキンは少将に昇進し、アレクセイ・ブルシーロフ将軍の指揮下にあった第8軍の参謀長に任命された。

### 第一次世界大戦
第一次世界大戦時にデニーキンの所属していた第8軍は攻勢に転じ、1914年8月21日にはすでにリヴィウを占領していた。同日、第4狙撃旅団への異動を希望し、ブルシーロフも直ちに同意した。1929年に出版された回顧録の中で、ブルシーロフはデニーキンが「戦場では指揮官としての優れた才能を発揮した」と述べている。
1914年8月24日に旅団の指揮を執った彼は、すぐに旅団で顕著な戦果を挙げた。旅団はゴロドクで戦闘に入った。
第8軍が陣地戦に陥っていたとき、敵の守備の弱点に気づいたデニーキンは、1914年10月11日、旅団を敵への攻勢に移し、オーストリア＝ハンガリー帝国軍のヨーゼフ・アウグスト・フォン・エスターライヒ将軍の司令部があったホルニー・ルジェク村を占領した。この「大胆な作戦」により、デニーキンは聖ゲオルギー勲章第4級を授与された。
1915年4月にデニーキンの第4狙撃旅団は師団に配属された。1915年、南西戦線の軍隊は退却または防衛に入った。1915年9月、退却を前にして、彼は思いがけず師団に攻撃命令を下した。攻勢の結果、師団はルーツクを占領し、158人の将校と9,773人の兵士を捕虜にした。1916年には中将に昇進した。
1916年3月2日、陣地戦で左腕に榴弾を受け負傷したが、そのまま隊列を維持した。5月、第8軍に所属する師団と共に、1916年のブルシーロフ攻勢に参加。デニーキンの師団は6列の敵陣を突破し、1916年5月23日（6月5日）、ルーツクの街を再び奪還した。
1916年8月27日、彼は第8軍団の司令官に任命され、軍団とともにルーマニア戦線に派遣され、ルーマニア軍を撃退した。

### 二月革命

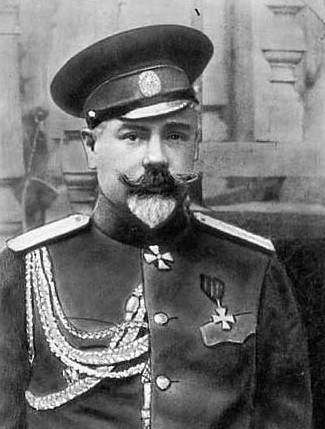
1917年撮影

デニーキンは1917年夏の2月革命の際はルーマニア戦線にいた。彼は革命に同情的であり、「歴史家」曰くデニーキンの革命に対する個人的見解は士官候補生のそれと非常に近く、後に彼が軍隊を指揮する際の基礎となったという。
1917年3月、彼は臨時政府の陸軍大臣アレクサンドル・グチコフにペトログラードに呼び出され、新たに任命されたロシア陸軍最高司令官のミハイル・アレクセーエフ将軍の下で参謀総長職のオファーを受けたが辞退したが、同年4月5日、アレクセーエフと良好な関係を築いた彼は、新司令官の申し出を受け入れた。その後アレクセーエフが解任され、ブルシーロフが後任となった後、デニーキンは彼の参謀長になることを拒否し、1917年5月31日に西部戦線司令官のポストに移った。1917年春、モギリョフで開催された軍事会議で臨時政府首班のアレクサンドル・ケレンスキーの軍隊民主化政策を厳しく批判した。1917年7月16日のスタフカの会議では、兵士評議会の廃止と軍隊の政治化の排除を提唱した。
西部戦線司令官として、1917年6月の攻勢時に南西部戦線を戦略的に支援し、同年8月には南西戦線司令官に任命された。モギリョフに赴任する途中、ラーヴル・コルニーロフ将軍と会談し、彼のクーデター計画への支持を表明し、コルニーロフ事件に参加したが、反乱が失敗したことによりベルドィーチウで逮捕された。デニーキンによれば、ベルドィーチウ牢獄で過ごした1ヶ月間は彼にとって困難なものであり、独房に侵入する革命軍兵士からの報復を予期していたという。1917年9月27日、逮捕された将兵たちをベルドィーチウからビハウに移送することが決定された。デニーキンによると、鉄道駅までの移動中、彼と他の将兵たちは暴徒化した兵士たちにより、リンチの犠牲になりかけたが、デニーキンが前線で指揮していたアルハンゴロゴーロド連隊に以前勤務していた第2ジトミル士官学校ユンカース大隊の将校ヴィクトール・ベトリング大尉によって阻止された。その後、ベトリングは1919年にデニーキンの組織した義勇軍に入隊し、南ロシア軍最高司令部の特校中隊長に任命された。
1917年11月19日、最高司令官のニコライ・ドゥホーニン将軍は、ニコライ・クルリェンコ准尉率いる赤軍がモギリョフに接近し、彼らを処刑すると脅迫したことを知ったため、デニーキンら将軍たちをビハウ刑務所から釈放した。

### 白色運動
釈放されたデニーキンは、ドン地方で義勇軍を組織し、これ以降赤軍に対する強力な戦線を張った。1917年12月の将軍会議で、軍の政治部長にアレクセーエフを任命し、軍事指揮権をコルニーロフに委託した。
彼はノヴォチェルカッスクで新軍の一部編成に着手し、軍事機能を引き継いで経済機能を放棄した。当初、彼は他の将軍と同様、謀略的に働き、私服を肥やしていた。先駆的な旅行家であるロマン・グルは、「将軍というよりはブルジョア政党の指導者のようであった」と酷評した。デニーキンの指揮する兵力は1,500人で、ライフル1丁につき200発の弾薬を保有していた。購入資金が慢性的に不足していたため、しばしば酒と引き換えにコサックから物々交換されたり、朽ち果てたコサック部隊の武器庫から盗まれたりした。1918年1月までに、デニーキンの指揮する義勇軍は4,000人の戦闘員を配備することができた。義勇軍に入隊した志願兵の平均年齢は高くなく、若干の将校のたちは、46歳のデニーキンを「アントーンおじさん」と呼んだ。
1918年1月、ノヴォチェルカッスク戦線では戦術的な成功を収め、赤軍の攻勢を食い止めることに成功した。1918年1月30日には第1ライフル（義勇軍）師団長に任命される。ロストフでの義勇軍による労働者反乱の鎮圧後、軍司令部は同地に移された。1918年2月8日から2月9日の夜、コルニーロフの副官となったと、デニキン自身は回想している。
デニーキンら1918年2月12日、オルギンスカヤのスタニツァで開かれた会議で、コルニーロフに軍隊をクバーニ地方の限界まで移動させる決定をするよう説得し、クラスノダールを襲撃することが決定され、デニーキンは同市占領後に総督に就任することになっていた。
デニーキンとアレクセーエフは、まず、ボリシェヴィキ勢力を一掃するためにクバーニへの作戦を繰り返すことを決定した。このため、各軍はそれぞれ異なる方向に分かれ、統一された指揮をとることは不可能となった。デニーキンは、マンチスカヤでの会合で、旧ルーマニア戦線からミハイル・ドロズドフスキー大佐の3,000人規模の分遣隊を義勇軍に移管されることに成功した。
ドロズドフスキーの分遣隊によって強化された義勇軍は、1918年6月9日から10日の夜、デニーキンの指揮の下、約9,000人規模の戦闘員からなる第2次クバー二作戦を開始し、8月4日のクラスノダールの占領に成功した。
1918年9月25日にアレクセーエフが死去すると、デニーキンは義勇軍の総司令官に就任し、占領地域の軍政を一手に握った。1918年後半、デニキンの総指揮の下、義勇軍は北カフカース・ソビエト共和国の赤軍を撃破し、北カフカ―ス西部全域を占領することに成功した。
1918年秋から1919年冬にかけて、イギリスの反対にもかかわらず、デニーキンの軍隊はソチ、アドレル、ガグラ、1918年春にグルジアによって押収された沿岸部の全領土を奪還した。1919年2月10日までに、デニーキン部隊はグルジア軍をブジピ川の後方に退却させることに成功した。
1918年12月26日、デニーキンは南方戦線で苦戦していたドン・コッサク軍と協定を結び、ドン軍を指揮下に置くことに成功した。デニーキンはピョートル・クラスノフ将軍をドン軍アタマンから解任し、アフリカーン・ボハエフスキー将軍と交代させ、ボハエフスキー率いるドン軍の残党はデニーキン部隊に直接配属された。この再編成により南ロシア軍が結成された。

### 南ロシア政府樹立
デニーキンは南ロシア軍総司令官に就任し、イヴァン・ロマノフスキー将軍を副官兼参謀長に選出した。1919年7月20日には、デニーキンの指揮する部隊は4万人となり、16～18の州と地域を支配下におさめ、総面積は81万平方マイル、人口は4,200万人であった。
1919年の初めには、デニーキンはロシアの同盟国から、南ロシアにおける反ボルシェヴィキ勢力の主要な指導者として認識され、軍事援助として、黒海の港を通じて彼らから大量の武器、弾薬、装備を受け取ることに成功した。
南ロシア軍が支配する地域では、すべての権力は総司令官のデニーキンに属していた。彼の下で特別会議が運営され、行政権と立法権の機能を果たした。デニーキンは独裁的な権力を持っていたが、立憲君主制の支持者であったため、ロシアの将来の国家形態を決定する権利は自分にはないと考えていた。彼のスローガンは、「ボルシェヴィズムと最後まで闘う」、「偉大で統一された不可分のロシア」、「政治的自由」、「法と秩序」であり、できるだけ多くの国民を白色運動に結集させようとした。しかし、この立場は、左派の自由主義・社会主義陣営、更には右派の君主主義者からも批判された。典型的な帝国軍将校であったデニーキンは、ウクライナ・ポーランドの独立を完全に否定した。そのためこれらの勢力から抵抗に会い、ウクライナ、カフカ―ス、バルト三国の民族主義政党からは支持されなかった。
デニーキンの政府は軍事政権の形をとっていたが、実際には支配地域でも軍は確固たる秩序を確立することはできなかった。
デニーキン政権で8時間労働制と労働者保護措置を盛り込んだ進歩的な労働法制が採択されたが、工業生産の完全な崩壊と、企業における一時的な権力の復帰を、財産を保全して資本を海外に移転する好機として利用した所有者たちの不謹慎な行動のために、これは実践されなかった。
国策においてデニーキンは旧ロシア帝国の一部であった領土の自治や自決を否定した。また、ユダヤ人についてはボルシェヴィキの指導者の中にかなりの割合でユダヤ人がいたという事実を考慮し、ユダヤ人が将校として義勇軍に参加することを禁止した。但しキリスト教徒のユダヤ人は例外とされた。

### 衰退期
1919年晩春から初夏にかけて、南ロシア軍は戦略的主導権を握ることに成功した。赤軍司令部の推定によると、彼は南方戦線に対して歩兵8～9個師団と馬2個師団、合計3万1,000～3万2,000人を投入した。5月から6月にかけてドン川とマンチ川でボルシェヴィキを撃破した南ロシア軍は、内陸への攻勢に成功した。彼の軍隊は、ロシア南部の燃料と冶金の拠点であるカメンノゴルヌイ地区を占領し、ウクライナに入り、北カフカ―スの広大で肥沃な地域を占領することができた。デニーキンの勢力範囲は、ケルソンの東の黒海からカスピ海北部まで、北に向かって弧を描くように広がっていった。
同時にデニーキンは、1919年6月12 日、ウファを拠点に反ボルシェヴキ闘争を指揮していたアレクサンドル・コルチャーク提督の最高執政官としての権限と全ロシア軍最高司令官としての権限の継承を公式に承認した。同年6月24日、ロシア国政府（コルチャーク政権）はデニーキンを最高司令官代理に任命した。
一時は連合国の支援も取り付け、ボリシェヴィキ勢力の首府モスクワをも窺う勢いであった。1919年8月31日から10月までの期間、シモン・ペトリューラのディレクトーリヤにかわってウクライナの首府キエフとオデッサを支配し、10月に赤軍に奪還されたあとも再度奪還に成功し、同年12月16日に再び赤軍に奪われるまで支配を続けた。
1919年9月から10月前半にかけては中央方面でデニーキン部隊が最大の成功を収めた時期であった。1919年8月から9月にかけて、ハリコフとツァリーツィン近郊での大規模な反撃戦で赤軍南方戦線を指揮していたウラジーミル・エゴリエフ元将軍に大敗を喫したデニーキン部隊は、敗走する赤軍部隊を追ってモスクワに向かって急速に前進を開始した。1919年9月7日にクルスク、9月23日にヴォロネジ、9月27日にチェルニゴフ、9月30日にオリョールを占領し、最終的にトゥーラの占領を目指した。
1919年12月22日、コルチャークはニシュネウジンスクで最後の法令を発布し、「全ロシアの最高権力をロシア南方軍総司令官のデニーキン中将に移譲し、彼の承諾を受けるまで、我がロシア領東部ウクライナにロシア全土との不可分一体化の原則に基づく国家としての砦を保持する」と宣言した。また、ロシアの最高権力によって統合されたロシア領東部ウクライナの全領土における完全な軍事・政治権力をグリゴリー・セミョーノフ将軍に与えることを公表した。しかしデニーキンは最高執政官の就任を辞退した。デニーキンは回顧録の中で、南ロシア軍の大敗と政治的危機の中で、「それに対応する称号と機能を採用する」ことはまったく受け入れがたく、最高執政官の称号を拒否したと述べている。
デニーキンは、ドン河とマンチ河、およびペレコープ地峡での国境での防衛を強化し、連合国から新たな援助を受け、ロシア中央部への攻勢を繰り返すことを望んだ。しかし赤軍騎兵隊の攻勢により、バタイスク付近とマンチ川、サル川で、ウラジーミル・シドーリン将軍のドン軍の衝撃集団から大損害を被った。これに乗じてデニーキンは1920年1月26日、部隊に攻撃開始を命じた。2月7日、義勇軍はロストフ・ナ・ドヌーを数日間占領した。しかし、赤軍のコーカサス戦線部隊の新たな攻勢は、バタイスクとスタヴロポリ付近で激しい戦闘を引き起こし、エゴリクスカヤ村付近ではセミョーン・ブジョーンヌイ率いる赤軍とアレクサンドル・パヴロフ将軍率いる南ロシア軍との間で騎馬戦が行われ、その結果、パヴロフ軍の騎馬集団は敗北し、デニーキン軍は戦線全体に沿って400キロメートル以上南下して総退却を開始した。軍は大きな損害を被り、弾薬は底をつき、赤軍は数的優位に立った。
軍内でもデニーキンに対する不満が高まり、1920年3月21日、セバストポリで南ロシア軍軍事評議会を招集し、自身の後継者問題を検討した。軍首脳はデニーキンの最高司令官退任に賛成しなかったが、最終的な決定により、ピョートル・ヴラーンゲリ将軍をデニーキンの後継者に任命することが推奨された。
デニーキンは1920年春にイギリス海軍の戦艦「マールバラ」に乗って国外へ脱出したが、ソビエト政権との和平を望むイギリス政府に抗議して、彼は同年8月にイギリスを去り、ベルギーに亡命した。ブリュッセルに家族とともに定住し、そこで多くの書籍を執筆した。デニーキンは自らの隠居生活について、「私は政治から完全に身を引き、歴史的な仕事に没頭している。1917年2月27日から8月27日までのロシア革命の出来事を扱った『小論』の第一巻を書き終えようとしている。私の仕事には、重苦しい経験からのある種の忘却がある。」と述べている。その後デニーキンはベルギーも去り、フランスのパリに亡命した。その後デニーキン軍はヴラーンゲリのロシア軍に引き継がれたが、それも1920年内には敗戦した。
デニーキンは第二次世界大戦中に反ソ勢力の指導者の候補として、ドイツ側から接触を受けたが拒否した。終戦後にアメリカに移住し、1947年8月8日にミシガン州アナーバーで死去した。遺体は軍隊の礼を持ってニュージャージー州ジャクソンの聖ウラジーミル墓地に埋葬された。
2005年10月2日に遺体がモスクワに運ばれ、翌日にモスクワのドンスコイ修道院に妻のキセニア（1973年3月に死亡）と共に再埋葬された。再埋葬を望んだ娘のマリーナは同年11月17日にヴェルサイユの自宅で死去した。

### 著作
彼は幼少の頃から詩とジャーナリズムに傾倒しおり、雑誌『ニーヴァ』の編集部に詩を送ったが、掲載されず、編集部からの返事もなかったことに非常に憤慨し、「詩は真剣な問題ではない」と結論づけた。その後、彼は散文を書き始め、1898年に彼の短編小説が初めて雑誌『ラズヴェチク』に掲載された。その後、デニーキンの散文は『ワルシャワ日記』にも掲載された。彼はイワン・ノーチンのペンネームで出版し、主に軍隊生活をテーマに執筆を続けた。
著書に『ロシア騒動概説』（Очерки русской смуты）がある。